# Тамбовка (Кировский район)
Тамбо́вка (до сер. XIX века Айгама́н; укр. Тамбовка, крымскотат. Ayğaman, Айгъаман) — исчезнувшее село в Кировском районе Республики Крым, располагавшееся на востоке района, в степной части Крыма, примерно в 7 км к северо-востоку от современного села Видное.

## История
Село Тамбовка было основано в начале XIX века русскими поселенцами в урочище (балке) Айгаман. Впервые в доступных источниках оно встречается на карте 1836 года, где в русской слободе Айгаман 7 дворов, а на карте 1842 года, Айгаман (русский) обозначен условным знаком «малая деревня», то есть, менее 5 дворов.
В 1860-х годах, после земской реформы Александра II, деревню приписали к Владиславской волости.
Согласно «Списку населённых мест Таврической губернии по сведениям 1864 года», составленному по результатам VIII ревизии 1864 года, Петровка (она же Тамбовка, она же Айгаман) — казённое русское село с 24 дворами и 156 жителями при речке Чурюк-Су и примечанием, что это 2 смежных села — Петровка и Тамбовка, (она же Айгаман). На трёхверстовой карте Шуберта 1865—1876 года в деревне Агайман обозначено 12 дворов. На 1886 год в деревне, согласно справочнику «Волости и важнѣйшія селенія Европейской Россіи», проживало 50 человек в 10 домохозяйствах, действовала школа. По «Памятной книге Таврической губернии 1889 года», по результатам Х ревизии 1887 года, в деревнях Петровка и Тамбовка вместе числилось 37 дворов и 245 жителей. На верстовой карте 1890 года в Тамбовке обозначено 18 дворов с русским населением. По «…Памятной книжке Таврической губернии на 1892 год» в Петровка-Тамбовке, входившей в Петровско-Тамбовское сельское общество, числилось 403 жителя в 39 домохозяйствах. По «…Памятной книжке Таврической губернии на 1902 год» в деревне Петровка (с Тамбовкой) числилось 403 жителя в 40 домохозяйствах. На 1914 год в селении действовало земское училище. По Статистическому справочнику Таврической губернии. Ч.II-я. Статистический очерк, выпуск пятый Феодосийский уезд, 1915 год, в деревне Тамбовка Владиславской волости Феодосийского уезда числилось 34 двора с русским населением в количестве 243 человек приписных жителей и 6 — «посторонних», из которых 126 мужчин и 123 женщины. Жители владели 957 десятинами удобной земли. В хозяйствах имелось 115 лошадей, 30 волов и 47 коров.
После установления в Крыму Советской власти, по постановлению Крымревкома от 8 января 1921 года была упразднена волостная система и село было определено центром вновь созданного Владиславовского района Феодосийского уезда, а в 1922 году уезды получили название округов. 11 октября 1923 года, согласно постановлению ВЦИК, в административное деление Крымской АССР были внесены изменения, в результате которых округа ликвидировались и Владиславовский район стал самостоятельной административной единицей. Декретом ВЦИК от 4 сентября 1924 года «Об упразднении некоторых районов Автономной Крымской С. С. Р.» Владиславовский район в октябре 1924 года был преобразован в Феодосийский и село включили в его состав. Согласно Списку населённых пунктов Крымской АССР по Всесоюзной переписи 17 декабря 1926 года, в селе Тамбовка, центре Тамбовского сельсовета Феодосийского района, числилось 48 дворов, из них 47 крестьянских, население составляло 236 человек, из них 235 русских и 1 грек, действовала русская школа I ступени (пятилетка). Постановлением ВЦИК «О реорганизации сети районов Крымской АССР» от 30 октября 1930 года из Феодосийского района был выделен (воссоздан) Старо-Крымский район (по другим сведениям 15 сентября 1931 года) и село включили в его состав, а, с образованием в 1935 году Кировского — в состав нового района.
После освобождения Крыма от фашистов, 12 августа 1944 года было принято постановление № ГОКО-6372с «О переселении колхозников в районы Крыма» и в сентябре того же года в село приехали первые переселенцы, 428 семей, из Тамбовской области, а в начале 1950-х годов последовала вторая волна переселенцев. С 1954 года местами наиболее массового набора населения стали различные области Украины. С 25 июня 1946 года селение в составе Крымской области РСФСР, а 26 апреля 1954 года Крымская область была передана из состава РСФСР в состав УССР. Время упразднения сельсовета и включения Тамбовки в Журавский пока не установлено: на 15 июня 1960 года село уже числилось в составе. Ликвидировано к 1968 году (согласно справочнику «Крымская область. Административно-территориальное деление на 1 января 1968 года» — в период с 1954 по 1968 год, как село Журавского сельсовета).

### Динамика численности населения
| - 1864 год — 156 чел. - 1886 год — 50 чел. - 1889 год — 245 чел. - 1892 год — 403 чел. | - 1902 год — 403 чел. - 1915 год — 243/6 чел. - 1926 год — 236 чел. |